# Solgärd Kjellgren
Solgärd Wivan Margareta Kjellgren, född 7 april 1949 i Överluleå, är en svensk skådespelare.

## Biografi
Kjellgren har studerat på Calle Flygare Teaterskola och Statens scenskola i Malmö. Hon filmdebuterade i TV-serien Varuhuset (1987–1989). Under 1990-talet medverkade hon i Glädjekällan (1993), Rederiet (1994), Höst i paradiset (1995) och Vänta en vecka (1997). Under 2000-talet har hon setts i Födelsedagen (2000), Oskyldigt dömd (2008) och Beck – Levande begravd (2009).

## Filmografi

### Roll
- 1987–1989 – Varuhuset (TV-serie)
- 1993 – Glädjekällan
- 1994 – Rederiet (TV-serie)
- 1995 – Höst i paradiset
- 1997 – Vänta en vecka
- 2000 – Födelsedagen
- 2008 – Oskyldigt dömd (TV-serie)
- 2009 – Beck – Levande begravd

### Övrig medarbetare
- 1999 – Tomten är far till alla barnen

## Teater

### Roller (ej komplett)
| År   | Roll               | Produktion                                     | Regi            | Teater                    |
| ---- | ------------------ | ---------------------------------------------- | --------------- | ------------------------- |
| 1976 |                    | Kärlekens komedi Lars Engström                 | Lars Wikfeldt   | Uppsala-Gävle Stadsteater |
| 1979 | Diana              | A Chorus Line Marvin Hamlish och Edward Kleban | Michael Bennett | Oscarsteatern             |
| 1982 | The Benson Sisters | Animalen Lars Johan Werle och Tage Danielsson  | Tage Danielsson | Oscarsteatern             |
| 1983 | Diana              | Nine Maury Yeston                              | Gene Nettles    | Oscarsteatern             |